# Markus Ryffel
Markus Ryffel (Berna, 5 de fevereiro de 1955) é um antigo atleta suíço, especialista em provas de meio-fundo e fundo, que obteve a medalha de prata na final de 5000 metros dos Jogos Olímpicos de Los Angeles em 1984. Nessa prova fez o tempo de 13:07.54 m, marca que ainda hoje constitui o recorde suíço.
As suas grandes vitórias internacionais aconteceram no final da década de 1970 quando se tornou Campeão Europeu de 5000 metros, em Praga, no ano de 1978, bem como Campeão Europeu de Pista Coberta em 3000 metros, nos anos de 1978 e 1979.
A sua primeira experiência olímpica foi nos Jogos de Moscovo, em 1980, onde conseguiu ficar em quinto lugar na final de 5000 metros. Foi preciso esperar pelos Jogos Olímpicos de Los Angeles para conseguir a obter a desejada medalha olímpica, ao ficar em segundo lugar na prova ganha pelo marroquino Said Aouita.

## Recordes pessoais
Outdoor
| Prova        | Tempo      | Data                 | Local                       | Notas            |
| ------------ | ---------- | -------------------- | --------------------------- | ---------------- |
| 1500 metros  | 3:38,6 m   | 19 de agosto de 1979 | Colónia, Alemanha Ocidental |                  |
| Milha        | 3:58,05 m  | 29 de agosto de 1984 | Koblenz, Alemanha Ocidental |                  |
| 3000 metros  | 7:41,00 m  | 18 de julho de 1979  | Lausanne, Suíça             | Recorde da Suíça |
| 5000 metros  | 13:07.54 m | 11 de agosto de 1984 | Los Angeles, Estados Unidos | Recorde da Suíça |
| 10000 metros | 27:54,29 m | 10 de julho de 1985  | Lausanne, Suíça             |                  |

Indoor
| Prova       | Tempo      | Data                    | Local                           | Notas            |
| ----------- | ---------- | ----------------------- | ------------------------------- | ---------------- |
| 3000 metros | 7:44.43 m  | 25 de fevereiro de 1979 | Viena, Áustria                  | Recorde da Suíça |
| 5000 metros | 13:34.68 m | 9 de fevereiro de 1985  | East Rutherford, Estados Unidos | Recorde da Suíça |

Estrada
| Prova    | Tempo     | Data                    | Local                 | Notas            |
| -------- | --------- | ----------------------- | --------------------- | ---------------- |
| 10 km    | 28:25 m   | 1 de fevereiro de 1986  | Miami, Estados Unidos | Recorde da Suíça |
| 15 km    | 43:04 m   | 13 de fevereiro de 1988 | Tampa, Estados Unidos | Recorde da Suíça |
| 25 km    | 1:16:19 h | 2 de maio de 1982       | Jona, Suíça           | Recorde da Suíça |
| 30 km    | 1:34:36 h | 4 de setembro de 1976   | Ebikon, Suíça         | Recorde da Suíça |
| Maratona | 2:16:40 h | 17 de abril de 1983     | Londres, Reino Unido  |                  |